# Бориславиці
Бориславиці (пол. Borysławice) — село в Польщі, у гміні Блашки Серадзького повіту Лодзинського воєводства.
Населення — 587 осіб (2011).
У 1975-1998 роках село належало до Серадзького воєводства.

## Демографія
Демографічна структура станом на 31 березня 2011 року:
|          | Загалом | Допрацездатний вік | Працездатний вік | Постпрацездатний вік |
| -------- | ------- | ------------------ | ---------------- | -------------------- |
| Чоловіки | 302     | 66                 | 209              | 27                   |
| Жінки    | 285     | 61                 | 163              | 61                   |
| Разом    | 587     | 127                | 372              | 88                   |